# Shotoku Taishi
Shotoku Taishi (?, 572 — ?, 621?) va ser un príncep japonès, regent de l'imperi (600-621) durant el regnat de l'emperadriu Suiko, al Període Asuka.
Va introduir el budisme al Japó i un codi de lleis d'influència xinesa que contribuí al desenvolupament de la civilització japonesa. La crònica més important de la seva vida és el Nihon Shoki.

## Obres
- Termo-ki (620)
- Koku-ki (620)